# François Charles du Barail

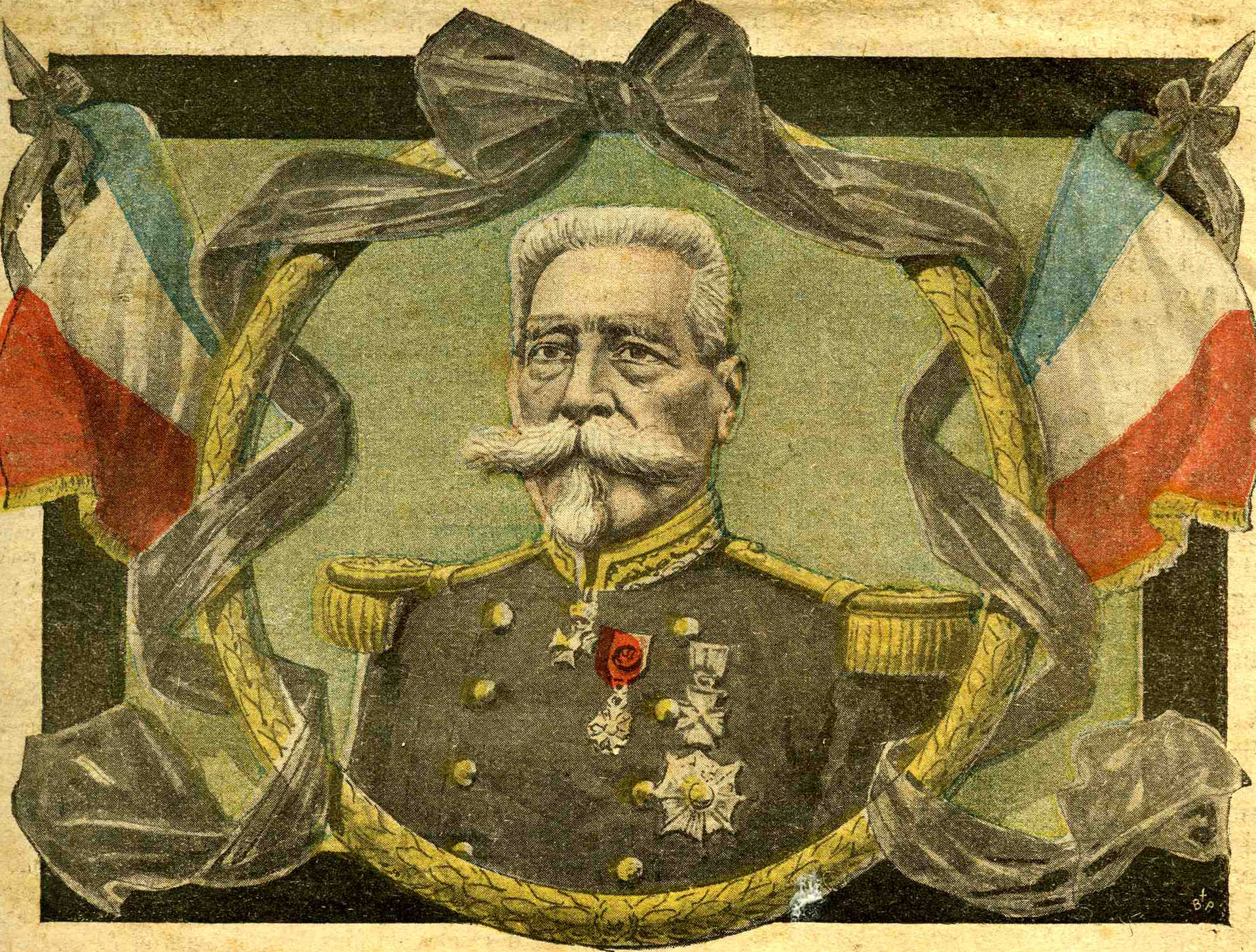
François Charles du Barail

François Charles du Barail (Versailles 25 mei 1820 - Versailles 30 november 1902), was een Frans militair en politicus.

## Biografie
François Charles du Barail nam op jonge leeftijd dienst in het Franse leger. Op achttienjarige leeftijd nam hij als militair in het 2e Regiment der Sphasis van Oran deel aan de verdediging van Mostaganem, een noordelijke havenstad in Algerije - een toenmalige Franse kolonie. In 1842 werd hij bevorderd tot tweede luitenant en na de Slag bij Isly - waarbij hij gewond raakte - in 1844 werd hij bevorderd tot eerste luitenant. Na gevechten bij Laghouat werd hij aangesteld tot chef d'escadron. In 1845 volgde zijn bevordering tot luitenant-kolonel en toegevoegd aan de staf te Laghouat. Na een tijd nam hij dienst in een regiment der Jagers.
François Charles du Barail werd op 30 december 1857 bevorderd tot kolonel en nam het commando van het 1e Regiment der Kurassiers op zich. In 1860 keerde hij als bevelhebber van het 3e Regiment der Kurassiers in Afrika terug. Met twee esquadrons vertrok hij in 1862 naar Mexico en naam deel aan de strijd aldaar. 
François Charles du Barail werd na het uitbreken van de oorlog met Duitsland, op 16 juli 1870, benoemd tot commandant - met de rang van brigadegeneraal - van een cavaleriedivisie, welke o.a. bestond uit vier Afrikaanse regimenten jagers. Op 23 maart 1871 werd hij bevorderd tot divisie-generaal. 
Na de oorlog was Du Barail van 25 mei 1873 tot 22 mei 1874 minister van Defensie in de kabinetten-De Broglie I en II.